# Cortinarius porphyrophaeus
Cortinarius porphyrophaeus är en svampart som beskrevs av E. Horak 1990. Cortinarius porphyrophaeus ingår i släktet Cortinarius och familjen spindlingar.   Inga underarter finns listade i Catalogue of Life.